# ال توتومو
گِل‌افشان ال توتومو (اسپانیایی: Volcán de Lodo El Totumo‎) یک گل‌فشان فعال واقع در سواحل شمالی کلمبیا در شهرستان سانتا کاتالینا بولیوار است. ال توتومر مقصد دوست داشتنی توریستی برای افرادی است که حمام گل و لای و درمان اینچنینی را می‌پسندند. این مکان در نزدیکی کارتاخنا قرار دارد. این در حالی است که ال توتومو کوچک‌ترین آتشفشان فعال در کلمبیا محسوب می‌شود. تپه دارای یک ارتفاع نسبی در حدود ۱۵ متر (۴۹ فوت) است و از طریق راه‌پله‌ای به دهانهٔ گل‌فشان می‌رسد که حدود ۱۰ تا ۱۵ نفر در یک زمان می‌توانند در آن به شنا و ماساژ و درمان بپردازند.
با توجه به فرهنگ محلی، در ابتدا آتش و گدازه از این کوه برمی‌خاست و یک آتشفشان فعال بوده ولی یک کشیش محلی، که ادعا داشت این آتش شیطانی است، با پاشیدن آب مقدس بر آن، باعث بدل شدن آتش به گل و لای شد.

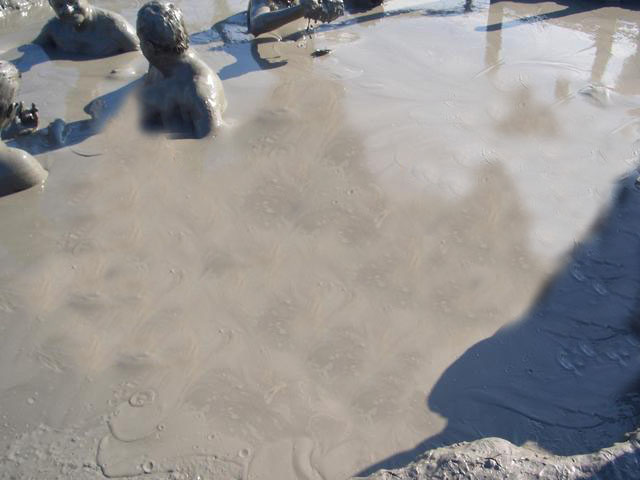
استخر گل و لای